# Nicole Fiscella
Nicole Fiscella (Rochester (New York), 15 september 1979) is een Amerikaans actrice en model.
Ze kreeg bekendheid door het vertolken van de rol Isabel Coates (ook wel gewoon Iz) in het Amerikaanse drama Gossip Girl.